# Chile en la Copa América 2015
La Selección de fútbol de Chile fue uno de los 12 equipos participantes en la Copa América 2015, torneo que se organizó en su respectivo país entre el 11 de junio y el 4 de julio de 2015.
El sorteo de la Copa América, realizado el 24 de noviembre en Viña del Mar, determinó que Chile dispute sus partidos en el grupo A junto a México, Ecuador —contra quien debutó— y Bolivia.
En la fase de grupos se impuso por 2:0 a Ecuador en el partido inaugural. En el segundo encuentro, empató 3:3 con México y en el último partido, derrotó por 5:0 a Bolivia. Terminó como líder de su grupo con 7 puntos.
En cuartos de final derrotó por 1:0 a Uruguay y en las semifinales venció por 2:1 a Perú, clasificando a una final después de 28 años.
En la final del torneo, Chile se coronó campeón, siendo su primer título oficial a nivel adulto en la historia, luego de empatar sin goles en los 90 minutos reglamentarios, se recurrió a tiempo suplementario de dos tiempos de 15 minutos cada uno (prórroga), el empate sin goles continuó y el título se definió desde los lanzamientos penales, en donde Chile venció por 4:1 a Argentina, vigente subcampeón de la Copa Mundial de Fútbol de 2014.
Además, en su calidad de campeón, disputó la Copa FIFA Confederaciones 2017 en Rusia.

## Antecedentes en la final
Anteriormente, "La Roja" había disputado cuatro finales de Copa América:
- En 1955 resultando vencedor Argentina.
- En 1956 ganando el trofeo Uruguay.
- En 1979 donde el campeón fue Paraguay, luego de tres partidos.
- En 1987 donde se enfrentó nuevamente a Uruguay, siendo derrotado por 1:0.

## Amistosos previos
| 6 de septiembre de 2014 18:00 (UTC-8) | México | 0:0                            | Chile | Levi's Stadium, Santa Clara                             |                                                         |
|                                       |        | ANFP Reporte Soccerway Reporte |       | Asistencia: 67 000 espectadores Árbitro(s): Juan Guzmán | Asistencia: 67 000 espectadores Árbitro(s): Juan Guzmán |

| 9 de septiembre de 2014 20:00 (UTC-4) | Chile       | 1:0 (1:0)                      | Haití | Lockhart Stadium, Fort Lauderdale                         |                                                           |
|                                       | Delgado 20' | ANFP Reporte Soccerway Reporte |       | Asistencia: 10 000 espectadores Árbitro(s): Óscar Moncada | Asistencia: 10 000 espectadores Árbitro(s): Óscar Moncada |

| 10 de octubre de 2014 20:00 (UTC-3) | Chile                       | 3:0 (2:0)                      | Perú | Estadio Elías Figueroa, Valparaíso                         |                                                            |
|                                     | Vargas 28', 53' · Medel 34' | ANFP Reporte Soccerway Reporte |      | Asistencia: 17 000 espectadores Árbitro(s): Julio Quintana | Asistencia: 17 000 espectadores Árbitro(s): Julio Quintana |

| 14 de octubre de 2014 20:00 (UTC-3) | Chile                             | 2:2 (1:1)                      | Bolivia          | Estadio Francisco Sánchez R, Coquimbo                  |                                                        |
|                                     | Aránguiz 42' · Vidal 90+1' (pen.) | ANFP Reporte Soccerway Reporte | Saucedo 14', 51' | Asistencia: 14 000 espectadores Árbitro(s): Pablo Díaz | Asistencia: 14 000 espectadores Árbitro(s): Pablo Díaz |

| 14 de noviembre de 2014 20:00 (UTC-3) | Chile                                                                    | 5:0 (2:0)                      | Venezuela | Estadio CAP, Talcahuano                                   |                                                           |
|                                       | Sánchez 17' · Valdivia 45+1' · Vargas 55' · Millar 78' · Hernández 90+3' | ANFP Reporte Soccerway Reporte |           | Asistencia: 10 200 espectadores Árbitro(s): Antonio Arias | Asistencia: 10 200 espectadores Árbitro(s): Antonio Arias |

| 18 de noviembre de 2014 21:00 (UTC-3)                                           | Chile       | 1:2 (1:1)                      | Uruguay                    | Estadio Monumental, Santiago                            |                                                         |
|                                                                                 | Sánchez 28' | ANFP Reporte Soccerway Reporte | Rolán 45+1' · González 80' | Asistencia: 40 000 espectadores Árbitro(s): Carlos Vera | Asistencia: 40 000 espectadores Árbitro(s): Carlos Vera |
| Primera derrota de Jorge Sampaoli al mando de la Selección de Chile como local. |             |                                |                            |                                                         |                                                         |

| 28 de enero de 2015 20:00 (UTC-3) | Chile                             | 3:2 (1:2)                      | Estados Unidos         | Estadio El Teniente, Rancagua                                |                                                              |
|                                   | Gutiérrez 10' · González 66', 75' | ANFP Reporte Soccerway Reporte | Shea 6' · Altidore 31' | Asistencia: 13 000 espectadores Árbitro(s): Patricio Loustau | Asistencia: 13 000 espectadores Árbitro(s): Patricio Loustau |

| 26 de marzo de 2015 20:00 (UTC+1) | Irán                     | 2:0 (1:0)                      | Chile | NV Arena, Sankt Pölten                                           |                                                                  |
|                                   | Nekounam 21' · Amiri 49' | ANFP Reporte Soccerway Reporte |       | Asistencia: 2 000 espectadores Árbitro(s): Manuel Schüttengruber | Asistencia: 2 000 espectadores Árbitro(s): Manuel Schüttengruber |

| 29 de marzo de 2015 15:00 (UTC+1) | Brasil      | 1:0 (0:0)                      | Chile | Emirates Stadium, Londres                                   |                                                             |
|                                   | Firmino 71' | ANFP Reporte Soccerway Reporte |       | Asistencia: 60 000 espectadores Árbitro(s): Martin Atkinson | Asistencia: 60 000 espectadores Árbitro(s): Martin Atkinson |

| 5 de junio de 2015 19:00 (UTC-3) | Chile        | 1:0 (1:0)                      | El Salvador | Estadio El Teniente, Rancagua                                  |                                                                |
|                                  | Valdivia 10' | ANFP Reporte Soccerway Reporte |             | Asistencia: 14 000 espectadores Árbitro(s): Fernando Rapallini | Asistencia: 14 000 espectadores Árbitro(s): Fernando Rapallini |

### Goleadores
El goleador de la Selección Chilena durante los amistosos previos fue el jugador Eduardo Vargas, con tres conquistas.
| Jugador               | Goles marcados | PJ | Asistencias |
| --------------------- | -------------- | -- | ----------- |
| Eduardo Vargas        | 3              | 8  | 0           |
| Jorge Valdivia        | 2              | 2  | 0           |
| Mark González         | 2              | 3  | 1           |
| Alexis Sánchez        | 2              | 9  | 2           |
| Roberto Gutiérrez     | 1              | 2  | 0           |
| Pedro Pablo Hernández | 1              | 3  | 0           |
| Juan Delgado          | 1              | 5  | 0           |
| Arturo Vidal          | 1              | 6  | 0           |
| Rodrigo Millar        | 1              | 7  | 0           |
| Charles Aránguiz      | 1              | 9  | 2           |
| Gary Medel            | 1              | 9  | 0           |

## Lista de jugadores
El 11 de mayo, el entrenador Jorge Sampaoli entregó la nómina de 30 jugadores que cumplirían con el proceso de preparación para la Copa América.
El 31 de mayo se entregó la nómina definitiva de la Selección que jugaría la Copa América 2015.
| #     | Nombre                 | Nombre en camiseta | Posición       | Edad           | PJ Sel         | G              | Club                 |
| ----- | ---------------------- | ------------------ | -------------- | -------------- | -------------- | -------------- | -------------------- |
| 1     | Claudio Bravo          | C. BRAVO           | Portero        | 32             | 89             | 0              | Barcelona            |
| 2     | Eugenio Mena           | MENA               | Defensa        | 26             | 35             | 3              | Cruzeiro             |
| 3     | Miiko Albornoz         | ALBORNOZ           | Defensa        | 24             | 6              | 1              | Hannover 96          |
| 4     | Mauricio Isla          | ISLA               | Defensa        | 26             | 60             | 2              | Queens Park Rangers  |
| 5     | Francisco Silva1       | SILVA              | Centrocampista | 29             | 17             | 0              | Brujas               |
| 6     | José Pedro Fuenzalida2 | FUENZALIDA         | Centrocampista | 30             | 26             | 1              | Boca Juniors         |
| 7     | Alexis Sánchez         | ALEXIS             | Delantero      | 26             | 80             | 26             | Arsenal              |
| 8     | Arturo Vidal           | VIDAL              | Centrocampista | 28             | 63             | 9              | Juventus             |
| 9     | Mauricio Pinilla       | PINILLA            | Delantero      | 31             | 34             | 6              | Atalanta             |
| 10    | Jorge Valdivia         | VALDIVIA           | Centrocampista | 31             | 62             | 7              | Palmeiras            |
| 11    | Eduardo Vargas         | VARGAS             | Delantero      | 25             | 42             | 18             | Queens Park Rangers  |
| 12    | Paulo Garcés           | GARCÉS             | Portero        | 30             | 1              | 0              | Colo Colo            |
| 13    | José Rojas             | ROJAS              | Defensa        | 31             | 23             | 1              | Universidad de Chile |
| 14    | Matías Fernández       | FERNÁNDEZ          | Centrocampista | 29             | 62             | 14             | Fiorentina           |
| 15    | Jean Beausejour        | BEAUSEJOUR         | Centrocampista | 31             | 66             | 6              | Colo Colo            |
| 16    | David Pizarro          | PIZARRO            | Centrocampista | 35             | 42             | 2              | Fiorentina           |
| 17    | Gary Medel             | MEDEL              | Defensa        | 27             | 74             | 6              | Inter de Milán       |
| 18    | Gonzalo Jara           | JARA               | Defensa        | 29             | 76             | 3              | Mainz 05             |
| 19    | Felipe Gutiérrez       | GUTIÉRREZ          | Centrocampista | 24             | 23             | 1              | Twente               |
| 20    | Charles Aránguiz       | CH. ARÁNGUIZ       | Centrocampista | 26             | 34             | 4              | Internacional        |
| 21    | Marcelo Díaz           | DÍAZ               | Centrocampista | 28             | 32             | 1              | Hamburgo             |
| 22    | Ángelo Henríquez       | HENRÍQUEZ          | Delantero      | 21             | 6              | 2              | Dinamo Zagreb        |
| 23    | Johnny Herrera         | HERRERA            | Portero        | 34             | 12             | 0              | Universidad de Chile |
| D. T. | Jorge Sampaoli         | Jorge Sampaoli     | Jorge Sampaoli | Jorge Sampaoli | Jorge Sampaoli | Jorge Sampaoli | Jorge Sampaoli       |

Los siguientes jugadores no formaron parte de la nómina definitiva de 23 pero fueron incluidos en la lista provisional de 30 jugadores que la Federación de Fútbol de Chile (FFCh) envió a la Conmebol. Los primeros descartados por Jorge Sampaoli fueron los centrocampistas José Pedro Fuenzalida y Rodrigo Millar y los delanteros Junior Fernandes y Mark González. El 31 de mayo fueron liberados de la convocatoria el defensa Juan Cornejo y los mediocampistas Marco Medel y Fernando Meneses.
El 5 de junio, el delantero Edson Puch fue liberado de la nómina final de la Copa América 2015 debido a una lesión que no solucionaba los plazos de recuperación dependiendo de las instancias del torneo, por lo que en su lugar entró el mediocampista Francisco Silva. El 7 de junio, la FFCh comunicó que el mediocampista Carlos Carmona fue liberado de la nómina final de la Copa América 2015 debido a una lesión que no es compatible con los plazos de recuperación requeridos para enfrentar el torneo. En su lugar entró el jugador José Pedro Fuenzalida, quien anteriormente integraba la lista preliminar.
| Nombre           | Posición       | Edad | PJ Sel | G | Club                 |
| ---------------- | -------------- | ---- | ------ | - | -------------------- |
| Juan Cornejo     | Defensa        | 25   | 2      | 0 | Audax Italiano       |
| Carlos Carmona   | Centrocampista | 28   | 47     | 1 | Atalanta             |
| Fernando Meneses | Centrocampista | 29   | 16     | 1 | Veracruz             |
| Marco Medel      | Centrocampista | 25   | 1      | 0 | Santiago Wanderers   |
| Rodrigo Millar   | Centrocampista | 33   | 36     | 3 | Atlas                |
| Junior Fernandes | Delantero      | 26   | 9      | 0 | Dinamo Zagreb        |
| Mark González    | Delantero      | 30   | 51     | 6 | Universidad Católica |
| Edson Puch       | Delantero      | 28   | 6      | 0 | Huracán              |

## Participación

### Partidos
| Fecha       | Lugar    | Instancia        |       |                  | Resultado    |                      |           |
| ----------- | -------- | ---------------- | ----- | ---------------- | ------------ | -------------------- | --------- |
| 11 de junio | Santiago | Fase de grupos   | Chile | Bandera de Chile | 2:0 (0:0)    | Bandera de Ecuador   | Ecuador   |
| 15 de junio | Santiago | Fase de grupos   | Chile | Bandera de Chile | 3:3 (2:2)    | Bandera de México    | México    |
| 19 de junio | Santiago | Fase de grupos   | Chile | Bandera de Chile | 5:0 (2:0)    | Bandera de Bolivia   | Bolivia   |
| 24 de junio | Santiago | Cuartos de final | Chile | Bandera de Chile | 1:0 (0:0)    | Bandera de Uruguay   | Uruguay   |
| 29 de junio | Santiago | Semifinales      | Chile | Bandera de Chile | 2:1 (1:0)    | Bandera de Perú      | Perú      |
| 4 de julio  | Santiago | Final            | Chile | Bandera de Chile | 0:0 (4:1 p.) | Bandera de Argentina | Argentina |

### Grupo A
| Selección | Pts. | PJ | PG | PE | PP | GF | GC | Dif |
| --------- | ---- | -- | -- | -- | -- | -- | -- | --- |
| Chile     | 7    | 3  | 2  | 1  | 0  | 10 | 3  | 7   |
| Bolivia   | 4    | 3  | 1  | 1  | 1  | 3  | 7  | -4  |
| Ecuador   | 3    | 3  | 1  | 0  | 2  | 4  | 6  | -2  |
| México    | 2    | 3  | 0  | 2  | 1  | 4  | 5  | -1  |

#### Chile - Ecuador
| 11 de junio de 2015, 20:30 (UTC-3)      | Chile                         | 2:0 (0:0) | Ecuador | Estadio Nacional, Santiago                                |                                                           |
|                                         | Vidal 66' (pen.) · Vargas 83' | Reporte   |         | Asistencia: 46 000 espectadores Árbitro(s): Néstor Pitana | Asistencia: 46 000 espectadores Árbitro(s): Néstor Pitana |
| Vídeo resumen oficial: Chile vs Ecuador |                               |           |         |                                                           |                                                           |

| 1          | Guardameta     | Claudio Bravo    |     |
| 2          | Defensa        | Eugenio Mena     |     |
| 4          | Defensa        | Mauricio Isla    |     |
| 17         | Defensa        | Gary Medel       |     |
| 18         | Defensa        | Gonzalo Jara     |     |
| 20         | Centrocampista | Charles Aránguiz | 84' |
| 21         | Centrocampista | Marcelo Díaz     |     |
| 8          | Centrocampista | Arturo Vidal     |     |
| 7          | Delantero      | Alexis Sánchez   |     |
| 15         | Delantero      | Jean Beausejour  | 46' |
| 10         | Delantero      | Jorge Valdivia   | 67' |
| Entrenador | Entrenador     | Jorge Sampaoli   |     |

| 23         | Guardameta     | Alexander Domínguez |     |
| 3          | Defensa        | Fricson Erazo       |     |
| 21         | Defensa        | Gabriel Achilier    |     |
| 10         | Defensa        | Walter Ayoví        |     |
| 4          | Defensa        | Juan Carlos Paredes |     |
| 6          | Centrocampista | Christian Noboa     |     |
| 14         | Centrocampista | Osbaldo Lastra      | 67' |
| 9          | Centrocampista | Fidel Martínez      | 79' |
| 7          | Centrocampista | Jefferson Montero   |     |
| 8          | Delantero      | Miller Bolaños      |     |
| 13         | Delantero      | Enner Valencia      |     |
| Entrenador | Entrenador     | Gustavo Quinteros   |     |

| 11 | Delantero      | Eduardo Vargas   | 46' |
| 14 | Centrocampista | Matías Fernández | 67' |
| 16 | Centrocampista | David Pizarro    | 84' |

| 15 | Centrocampista | Pedro Quiñonez | 67' |
| 5  | Centrocampista | Renato Ibarra  | 79' |

| Anotado · Penal | 66' | Arturo Vidal   | 1 - 0 |
| Anotado         | 83' | Eduardo Vargas | 2 - 0 |

| Amonestado | 31' | Gonzalo Jara     |  |
| Amonestado | 73' | Matías Fernández |  |

| Amonestado | 23' | Fidel Martínez |  |
| Amonestado | 41' | Osbaldo Lastra |  |

| Otorgado · Expulsado | 90+2' | Matías Fernández |  |

| Árbitro             | Néstor Pitana      |
| Árbitros asistentes | Hernán Maidana     |
| Árbitros asistentes | Juan Pablo Belatti |
| Cuarto Árbitro      | Joel Aguilar       |

| 1          | Guardameta     | Claudio Bravo    |     |
| 2          | Defensa        | Eugenio Mena     |     |
| 4          | Defensa        | Mauricio Isla    |     |
| 17         | Defensa        | Gary Medel       |     |
| 18         | Defensa        | Gonzalo Jara     |     |
| 20         | Centrocampista | Charles Aránguiz | 84' |
| 21         | Centrocampista | Marcelo Díaz     |     |
| 8          | Centrocampista | Arturo Vidal     |     |
| 7          | Delantero      | Alexis Sánchez   |     |
| 15         | Delantero      | Jean Beausejour  | 46' |
| 10         | Delantero      | Jorge Valdivia   | 67' |
| Entrenador | Entrenador     | Jorge Sampaoli   |     |

| 23         | Guardameta     | Alexander Domínguez |     |
| 3          | Defensa        | Fricson Erazo       |     |
| 21         | Defensa        | Gabriel Achilier    |     |
| 10         | Defensa        | Walter Ayoví        |     |
| 4          | Defensa        | Juan Carlos Paredes |     |
| 6          | Centrocampista | Christian Noboa     |     |
| 14         | Centrocampista | Osbaldo Lastra      | 67' |
| 9          | Centrocampista | Fidel Martínez      | 79' |
| 7          | Centrocampista | Jefferson Montero   |     |
| 8          | Delantero      | Miller Bolaños      |     |
| 13         | Delantero      | Enner Valencia      |     |
| Entrenador | Entrenador     | Gustavo Quinteros   |     |

| 11 | Delantero      | Eduardo Vargas   | 46' |
| 14 | Centrocampista | Matías Fernández | 67' |
| 16 | Centrocampista | David Pizarro    | 84' |

| 15 | Centrocampista | Pedro Quiñonez | 67' |
| 5  | Centrocampista | Renato Ibarra  | 79' |

| Anotado · Penal | 66' | Arturo Vidal   | 1 - 0 |
| Anotado         | 83' | Eduardo Vargas | 2 - 0 |

| Amonestado | 31' | Gonzalo Jara     |  |
| Amonestado | 73' | Matías Fernández |  |

| Amonestado | 23' | Fidel Martínez |  |
| Amonestado | 41' | Osbaldo Lastra |  |

| Otorgado · Expulsado | 90+2' | Matías Fernández |  |

| Árbitro             | Néstor Pitana      |
| Árbitros asistentes | Hernán Maidana     |
| Árbitros asistentes | Juan Pablo Belatti |
| Cuarto Árbitro      | Joel Aguilar       |

#### Chile - México
| 15 de junio de 2015, 20:30 (UTC-3)     | Chile                              | 3:3 (2:2) | México                       | Estadio Nacional, Santiago                                  |                                                             |
|                                        | Vidal 21', 54' (pen.) · Vargas 41' | Reporte   | 20', 65' Vuoso · 28' Jiménez | Asistencia: 45 583 espectadores Árbitro(s): Víctor Carrillo | Asistencia: 45 583 espectadores Árbitro(s): Víctor Carrillo |
| Vídeo resumen oficial: Chile vs México |                                    |           |                              |                                                             |                                                             |

| 1          | Guardameta     | Claudio Bravo    |     |
| 17         | Defensa        | Gary Medel       |     |
| 18         | Defensa        | Gonzalo Jara     |     |
| 3          | Defensa        | Miiko Albornoz   | 86' |
| 4          | Centrocampista | Mauricio Isla    |     |
| 20         | Centrocampista | Charles Aránguiz |     |
| 21         | Centrocampista | Marcelo Díaz     | 70' |
| 11         | Centrocampista | Eduardo Vargas   | 84' |
| 10         | Centrocampista | Jorge Valdivia   |     |
| 8          | Centrocampista | Arturo Vidal     |     |
| 7          | Delantero      | Alexis Sánchez   |     |
| Entrenador | Entrenador     | Jorge Sampaoli   |     |

| 1          | Guardameta     | José Corona           |     |
| 3          | Defensa        | Hugo Ayala            |     |
| 14         | Defensa        | Juan Valenzuela       |     |
| 2          | Defensa        | Julio César Domínguez |     |
| 15         | Defensa        | Gerardo Flores        |     |
| 16         | Defensa        | Adrián Aldrete        | 70' |
| 6          | Centrocampista | Javier Güémez         |     |
| 5          | Centrocampista | Juan Carlos Medina    | 63' |
| 7          | Centrocampista | Jesús Corona          | 76' |
| 19         | Delantero      | Matías Vuoso          |     |
| 9          | Delantero      | Raúl Jiménez          |     |
| Entrenador | Entrenador     | Miguel Herrera        |     |

| 2  | Defensa   | Eugenio Mena     | 70' |
| 9  | Delantero | Mauricio Pinilla | 84' |
| 15 | Delantero | Jean Beausejour  | 86' |

| 11 | Centrocampista | Javier Aquino  | 63' |
| 13 | Defensa        | Carlos Salcedo | 70' |
| 17 | Centrocampista | Mario Osuna    | 76' |

| Anotado         | 21' | Arturo Vidal   | 1 - 1 |
| Anotado         | 41' | Eduardo Vargas | 2 - 2 |
| Anotado · Penal | 54' | Arturo Vidal   | 3 - 2 |

| Anotado | 20' | Matías Vuoso | 0 - 1 |
| Anotado | 28' | Raúl Jiménez | 1 - 2 |
| Anotado | 65' | Matías Vuoso | 3 - 3 |

| Amonestado | 36' | Arturo Vidal     |  |
| Amonestado | 89' | Mauricio Pinilla |  |

| Amonestado | 75' | Jesús Corona |  |

| Árbitro             | Víctor Carrillo |
| Árbitros asistentes | César Escano    |
| Árbitros asistentes | Jonny Bossio    |
| Cuarto Árbitro      | José Argote     |

| 1          | Guardameta     | Claudio Bravo    |     |
| 17         | Defensa        | Gary Medel       |     |
| 18         | Defensa        | Gonzalo Jara     |     |
| 3          | Defensa        | Miiko Albornoz   | 86' |
| 4          | Centrocampista | Mauricio Isla    |     |
| 20         | Centrocampista | Charles Aránguiz |     |
| 21         | Centrocampista | Marcelo Díaz     | 70' |
| 11         | Centrocampista | Eduardo Vargas   | 84' |
| 10         | Centrocampista | Jorge Valdivia   |     |
| 8          | Centrocampista | Arturo Vidal     |     |
| 7          | Delantero      | Alexis Sánchez   |     |
| Entrenador | Entrenador     | Jorge Sampaoli   |     |

| 1          | Guardameta     | José Corona           |     |
| 3          | Defensa        | Hugo Ayala            |     |
| 14         | Defensa        | Juan Valenzuela       |     |
| 2          | Defensa        | Julio César Domínguez |     |
| 15         | Defensa        | Gerardo Flores        |     |
| 16         | Defensa        | Adrián Aldrete        | 70' |
| 6          | Centrocampista | Javier Güémez         |     |
| 5          | Centrocampista | Juan Carlos Medina    | 63' |
| 7          | Centrocampista | Jesús Corona          | 76' |
| 19         | Delantero      | Matías Vuoso          |     |
| 9          | Delantero      | Raúl Jiménez          |     |
| Entrenador | Entrenador     | Miguel Herrera        |     |

| 2  | Defensa   | Eugenio Mena     | 70' |
| 9  | Delantero | Mauricio Pinilla | 84' |
| 15 | Delantero | Jean Beausejour  | 86' |

| 11 | Centrocampista | Javier Aquino  | 63' |
| 13 | Defensa        | Carlos Salcedo | 70' |
| 17 | Centrocampista | Mario Osuna    | 76' |

| Anotado         | 21' | Arturo Vidal   | 1 - 1 |
| Anotado         | 41' | Eduardo Vargas | 2 - 2 |
| Anotado · Penal | 54' | Arturo Vidal   | 3 - 2 |

| Anotado | 20' | Matías Vuoso | 0 - 1 |
| Anotado | 28' | Raúl Jiménez | 1 - 2 |
| Anotado | 65' | Matías Vuoso | 3 - 3 |

| Amonestado | 36' | Arturo Vidal     |  |
| Amonestado | 89' | Mauricio Pinilla |  |

| Amonestado | 75' | Jesús Corona |  |

| Árbitro             | Víctor Carrillo |
| Árbitros asistentes | César Escano    |
| Árbitros asistentes | Jonny Bossio    |
| Cuarto Árbitro      | José Argote     |

#### Chile - Bolivia
| 19 de junio de 2015, 20:30 (UTC-3)      | Chile                                                          | 5:0 (2:0) | Bolivia | Estadio Nacional, Santiago                               |                                                          |
|                                         | Aránguiz 2', 65' · Sánchez 36' · Medel 78' · Raldes 85' (a.g.) | Reporte   |         | Asistencia: 45 601 espectadores Árbitro(s): Andrés Cunha | Asistencia: 45 601 espectadores Árbitro(s): Andrés Cunha |
| Vídeo resumen oficial: Chile vs Bolivia |                                                                |           |         |                                                          |                                                          |

| 1          | Guardameta     | Claudio Bravo    |     |
| 4          | Defensa        | Mauricio Isla    |     |
| 17         | Defensa        | Gary Medel       |     |
| 18         | Defensa        | Gonzalo Jara     | 70' |
| 15         | Defensa        | Jean Beausejour  |     |
| 20         | Centrocampista | Charles Aránguiz |     |
| 8          | Centrocampista | Arturo Vidal     | 46' |
| 21         | Centrocampista | Marcelo Díaz     |     |
| 10         | Centrocampista | Jorge Valdivia   |     |
| 11         | Delantero      | Eduardo Vargas   |     |
| 7          | Delantero      | Alexis Sánchez   | 46' |
| Entrenador | Entrenador     | Jorge Sampaoli   |     |

| 1          | Guardameta     | Romel Quiñonez          |     |
| 16         | Defensa        | Ronald Raldes           |     |
| 14         | Defensa        | Edemir Rodríguez        | 46' |
| 4          | Defensa        | Leonel Morales          |     |
| 21         | Defensa        | Cristian Coimbra        |     |
| 8          | Centrocampista | Martin Smedberg-Dalence |     |
| 3          | Centrocampista | Alejandro Chumacero     |     |
| 10         | Centrocampista | Pablo Escobar           | 61' |
| 19         | Centrocampista | Wálter Veizaga          | 46' |
| 18         | Delantero      | Ricardo Pedriel         |     |
| 9          | Delantero      | Marcelo Martins         |     |
| Entrenador | Entrenador     | Mauricio Soria          |     |

| 14 | Centrocampista | Matías Fernández | 46' |
| 22 | Delantero      | Ángelo Henríquez | 46' |
| 16 | Centrocampista | David Pizarro    | 70' |

| 13 | Centrocampista | Damir Miranda   | 46' |
| 17 | Defensa        | Marvin Bejarano | 46' |
| 11 | Centrocampista | Damián Lizio    | 61' |

| Anotado           | 2'  | Charles Aránguiz | 1 - 0 |
| Anotado           | 36' | Alexis Sánchez   | 2 - 0 |
| Anotado           | 65' | Charles Aránguiz | 3 - 0 |
| Anotado           | 78' | Gary Medel       | 4 - 0 |
| Anotado · Autogol | 85' | Ronald Raldes    | 5 - 0 |

| Amonestado | 40' | Leonel Morales      |  |
| Amonestado | 63' | Cristian Coimbra    |  |
| Amonestado | 71' | Alejandro Chumacero |  |

| Árbitro             | Andrés Cunha      |
| Árbitros asistentes | Mauricio Espinosa |
| Árbitros asistentes | Carlos Pastorino  |
| Cuarto Árbitro      | Sandro Ricci      |

| 1          | Guardameta     | Claudio Bravo    |     |
| 4          | Defensa        | Mauricio Isla    |     |
| 17         | Defensa        | Gary Medel       |     |
| 18         | Defensa        | Gonzalo Jara     | 70' |
| 15         | Defensa        | Jean Beausejour  |     |
| 20         | Centrocampista | Charles Aránguiz |     |
| 8          | Centrocampista | Arturo Vidal     | 46' |
| 21         | Centrocampista | Marcelo Díaz     |     |
| 10         | Centrocampista | Jorge Valdivia   |     |
| 11         | Delantero      | Eduardo Vargas   |     |
| 7          | Delantero      | Alexis Sánchez   | 46' |
| Entrenador | Entrenador     | Jorge Sampaoli   |     |

| 1          | Guardameta     | Romel Quiñonez          |     |
| 16         | Defensa        | Ronald Raldes           |     |
| 14         | Defensa        | Edemir Rodríguez        | 46' |
| 4          | Defensa        | Leonel Morales          |     |
| 21         | Defensa        | Cristian Coimbra        |     |
| 8          | Centrocampista | Martin Smedberg-Dalence |     |
| 3          | Centrocampista | Alejandro Chumacero     |     |
| 10         | Centrocampista | Pablo Escobar           | 61' |
| 19         | Centrocampista | Wálter Veizaga          | 46' |
| 18         | Delantero      | Ricardo Pedriel         |     |
| 9          | Delantero      | Marcelo Martins         |     |
| Entrenador | Entrenador     | Mauricio Soria          |     |

| 14 | Centrocampista | Matías Fernández | 46' |
| 22 | Delantero      | Ángelo Henríquez | 46' |
| 16 | Centrocampista | David Pizarro    | 70' |

| 13 | Centrocampista | Damir Miranda   | 46' |
| 17 | Defensa        | Marvin Bejarano | 46' |
| 11 | Centrocampista | Damián Lizio    | 61' |

| Anotado           | 2'  | Charles Aránguiz | 1 - 0 |
| Anotado           | 36' | Alexis Sánchez   | 2 - 0 |
| Anotado           | 65' | Charles Aránguiz | 3 - 0 |
| Anotado           | 78' | Gary Medel       | 4 - 0 |
| Anotado · Autogol | 85' | Ronald Raldes    | 5 - 0 |

| Amonestado | 40' | Leonel Morales      |  |
| Amonestado | 63' | Cristian Coimbra    |  |
| Amonestado | 71' | Alejandro Chumacero |  |

| Árbitro             | Andrés Cunha      |
| Árbitros asistentes | Mauricio Espinosa |
| Árbitros asistentes | Carlos Pastorino  |
| Cuarto Árbitro      | Sandro Ricci      |

### Cuartos de final

#### Chile - Uruguay
| 24 de junio de 2015, 20:30 (UTC-3)      | Chile    | 1:0 (0:0) | Uruguay | Estadio Nacional, Santiago                               |                                                          |
|                                         | Isla 80' | Reporte   |         | Asistencia: 45 304 espectadores Árbitro(s): Sandro Ricci | Asistencia: 45 304 espectadores Árbitro(s): Sandro Ricci |
| Vídeo resumen oficial: Chile vs Uruguay |          |           |         |                                                          |                                                          |

| 1          | Guardameta     | Claudio Bravo    |     |
| 17         | Defensa        | Gary Medel       |     |
| 18         | Defensa        | Gonzalo Jara     |     |
| 4          | Defensa        | Mauricio Isla    |     |
| 2          | Defensa        | Eugenio Mena     |     |
| 20         | Centrocampista | Charles Aránguiz |     |
| 21         | Centrocampista | Marcelo Díaz     | 71' |
| 8          | Centrocampista | Arturo Vidal     |     |
| 10         | Centrocampista | Jorge Valdivia   | 84' |
| 11         | Delantero      | Eduardo Vargas   | 70' |
| 7          | Delantero      | Alexis Sánchez   |     |
| Entrenador | Entrenador     | Jorge Sampaoli   |     |

| 1          | Guardameta     | Fernando Muslera         |     |
| 2          | Defensa        | José María Giménez       |     |
| 3          | Defensa        | Diego Godín              |     |
| 16         | Defensa        | Maximiliano Pereira      |     |
| 4          | Defensa        | Jorge Fucile             |     |
| 5          | Centrocampista | Carlos Sánchez           | 85' |
| 7          | Centrocampista | Cristian Rodríguez       |     |
| 17         | Centrocampista | Egidio Arévalo Ríos      |     |
| 20         | Centrocampista | Álvaro González          |     |
| 9          | Delantero      | Diego Rolán              | 57' |
| 21         | Delantero      | Edinson Cavani           |     |
| Entrenador | Entrenador     | Óscar Washington Tabárez |     |

| 9  | Delantero      | Mauricio Pinilla | 70' |
| 14 | Centrocampista | Matías Fernández | 71' |
| 16 | Centrocampista | David Pizarro    | 84' |

| 8  | Delantero | Abel Hernández     | 57' |
| 22 | Delantero | Jonathan Rodríguez | 85' |

| Anotado | 80' | Mauricio Isla | 1 - 0 |

| Amonestado | 18' | Jorge Valdivia   |  |
| Amonestado | 43' | Mauricio Isla    |  |
| Amonestado | 84' | Mauricio Pinilla |  |

| Amonestado | 29' | Edinson Cavani      |  |
| Amonestado | 40' | Jorge Fucile        |  |
| Amonestado | 67' | Maximiliano Pereira |  |

| Otorgado · Expulsado | 63' | Edinson Cavani |  |
| Otorgado · Expulsado | 87' | Jorge Fucile   |  |

| Árbitro             | Sandro Ricci        |
| Árbitros asistentes | Emerson de Carvalho |
| Árbitros asistentes | Fabio Pereira       |
| Cuarto Árbitro      | Carlos Vera         |

| 1          | Guardameta     | Claudio Bravo    |     |
| 17         | Defensa        | Gary Medel       |     |
| 18         | Defensa        | Gonzalo Jara     |     |
| 4          | Defensa        | Mauricio Isla    |     |
| 2          | Defensa        | Eugenio Mena     |     |
| 20         | Centrocampista | Charles Aránguiz |     |
| 21         | Centrocampista | Marcelo Díaz     | 71' |
| 8          | Centrocampista | Arturo Vidal     |     |
| 10         | Centrocampista | Jorge Valdivia   | 84' |
| 11         | Delantero      | Eduardo Vargas   | 70' |
| 7          | Delantero      | Alexis Sánchez   |     |
| Entrenador | Entrenador     | Jorge Sampaoli   |     |

| 1          | Guardameta     | Fernando Muslera         |     |
| 2          | Defensa        | José María Giménez       |     |
| 3          | Defensa        | Diego Godín              |     |
| 16         | Defensa        | Maximiliano Pereira      |     |
| 4          | Defensa        | Jorge Fucile             |     |
| 5          | Centrocampista | Carlos Sánchez           | 85' |
| 7          | Centrocampista | Cristian Rodríguez       |     |
| 17         | Centrocampista | Egidio Arévalo Ríos      |     |
| 20         | Centrocampista | Álvaro González          |     |
| 9          | Delantero      | Diego Rolán              | 57' |
| 21         | Delantero      | Edinson Cavani           |     |
| Entrenador | Entrenador     | Óscar Washington Tabárez |     |

| 9  | Delantero      | Mauricio Pinilla | 70' |
| 14 | Centrocampista | Matías Fernández | 71' |
| 16 | Centrocampista | David Pizarro    | 84' |

| 8  | Delantero | Abel Hernández     | 57' |
| 22 | Delantero | Jonathan Rodríguez | 85' |

| Anotado | 80' | Mauricio Isla | 1 - 0 |

| Amonestado | 18' | Jorge Valdivia   |  |
| Amonestado | 43' | Mauricio Isla    |  |
| Amonestado | 84' | Mauricio Pinilla |  |

| Amonestado | 29' | Edinson Cavani      |  |
| Amonestado | 40' | Jorge Fucile        |  |
| Amonestado | 67' | Maximiliano Pereira |  |

| Otorgado · Expulsado | 63' | Edinson Cavani |  |
| Otorgado · Expulsado | 87' | Jorge Fucile   |  |

| Árbitro             | Sandro Ricci        |
| Árbitros asistentes | Emerson de Carvalho |
| Árbitros asistentes | Fabio Pereira       |
| Cuarto Árbitro      | Carlos Vera         |

### Semifinal

#### Chile - Perú
| 29 de junio de 2015, 20:30 (UTC-3)   | Chile           | 2:1 (1:0) | Perú             | Estadio Nacional, Santiago                              |                                                         |
|                                      | Vargas 41', 63' | Reporte   | 60' (a.g.) Medel | Asistencia: 45 651 espectadores Árbitro(s): José Argote | Asistencia: 45 651 espectadores Árbitro(s): José Argote |
| Vídeo resumen oficial: Chile vs Perú |                 |           |                  |                                                         |                                                         |

| 1          | Guardameta     | Claudio Bravo    |     |
| 4          | Defensa        | Mauricio Isla    |     |
| 17         | Defensa        | Gary Medel       |     |
| 13         | Defensa        | José Rojas       |     |
| 3          | Defensa        | Miiko Albornoz   | 46' |
| 8          | Centrocampista | Arturo Vidal     |     |
| 21         | Centrocampista | Marcelo Díaz     | 46' |
| 20         | Centrocampista | Charles Aránguiz |     |
| 10         | Centrocampista | Jorge Valdivia   | 85' |
| 11         | Delantero      | Eduardo Vargas   |     |
| 7          | Delantero      | Alexis Sánchez   |     |
| Entrenador | Entrenador     | Jorge Sampaoli   |     |

| 1          | Guardameta     | Pedro Gallese    |     |
| 17         | Defensa        | Luis Advíncula   |     |
| 22         | Defensa        | Carlos Ascues    |     |
| 5          | Defensa        | Carlos Zambrano  |     |
| 6          | Defensa        | Juan Vargas      |     |
| 18         | Centrocampista | André Carrillo   | 71' |
| 21         | Centrocampista | Josepmir Ballón  |     |
| 16         | Centrocampista | Carlos Lobatón   | 72' |
| 8          | Centrocampista | Christian Cueva  | 27' |
| 9          | Delantero      | Paolo Guerrero   |     |
| 10         | Delantero      | Jefferson Farfán |     |
| Entrenador | Entrenador     | Ricardo Gareca   |     |

| 2  | Defensa        | Eugenio Mena     | 46' |
| 16 | Centrocampista | David Pizarro    | 46' |
| 19 | Centrocampista | Felipe Gutiérrez | 85' |

| 15 | Defensa   | Christian Ramos | 27' |
| 14 | Delantero | Claudio Pizarro | 71' |
| 19 | Defensa   | Yoshimar Yotún  | 72' |

| Anotado | 41' | Eduardo Vargas | 1 - 0 |
| Anotado | 63' | Eduardo Vargas | 2 - 1 |

| Anotado · Autogol | 60' | Gary Medel | 1 - 1 |

| Amonestado | 7' | Carlos Zambrano |  |

| Expulsado | 20' | Carlos Zambrano |  |

| Árbitro             | José Argote  |
| Árbitros asistentes | Jorge Urrego |
| Árbitros asistentes | Byron Romero |
| Cuarto Árbitro      | Raúl Orosco  |

| 1          | Guardameta     | Claudio Bravo    |     |
| 4          | Defensa        | Mauricio Isla    |     |
| 17         | Defensa        | Gary Medel       |     |
| 13         | Defensa        | José Rojas       |     |
| 3          | Defensa        | Miiko Albornoz   | 46' |
| 8          | Centrocampista | Arturo Vidal     |     |
| 21         | Centrocampista | Marcelo Díaz     | 46' |
| 20         | Centrocampista | Charles Aránguiz |     |
| 10         | Centrocampista | Jorge Valdivia   | 85' |
| 11         | Delantero      | Eduardo Vargas   |     |
| 7          | Delantero      | Alexis Sánchez   |     |
| Entrenador | Entrenador     | Jorge Sampaoli   |     |

| 1          | Guardameta     | Pedro Gallese    |     |
| 17         | Defensa        | Luis Advíncula   |     |
| 22         | Defensa        | Carlos Ascues    |     |
| 5          | Defensa        | Carlos Zambrano  |     |
| 6          | Defensa        | Juan Vargas      |     |
| 18         | Centrocampista | André Carrillo   | 71' |
| 21         | Centrocampista | Josepmir Ballón  |     |
| 16         | Centrocampista | Carlos Lobatón   | 72' |
| 8          | Centrocampista | Christian Cueva  | 27' |
| 9          | Delantero      | Paolo Guerrero   |     |
| 10         | Delantero      | Jefferson Farfán |     |
| Entrenador | Entrenador     | Ricardo Gareca   |     |

| 2  | Defensa        | Eugenio Mena     | 46' |
| 16 | Centrocampista | David Pizarro    | 46' |
| 19 | Centrocampista | Felipe Gutiérrez | 85' |

| 15 | Defensa   | Christian Ramos | 27' |
| 14 | Delantero | Claudio Pizarro | 71' |
| 19 | Defensa   | Yoshimar Yotún  | 72' |

| Anotado | 41' | Eduardo Vargas | 1 - 0 |
| Anotado | 63' | Eduardo Vargas | 2 - 1 |

| Anotado · Autogol | 60' | Gary Medel | 1 - 1 |

| Amonestado | 7' | Carlos Zambrano |  |

| Expulsado | 20' | Carlos Zambrano |  |

| Árbitro             | José Argote  |
| Árbitros asistentes | Jorge Urrego |
| Árbitros asistentes | Byron Romero |
| Cuarto Árbitro      | Raúl Orosco  |

### Final

#### Chile - Argentina
| 4 de julio de 2015, 17:00 (UTC-3)         | Chile                                  | 0:0 (t. s.)(4:1 p.)        | Argentina                | Estadio Nacional, Santiago                                |                                                           |
|                                           |                                        | Reporte                    |                          | Asistencia: 45 693 espectadores Árbitro(s): Wilmar Roldán | Asistencia: 45 693 espectadores Árbitro(s): Wilmar Roldán |
|                                           |                                        | Tiros desde el punto penal |                          |                                                           |                                                           |
|                                           | Fernández · Vidal · Aránguiz · Sánchez |                            | Messi · Higuaín · Banega |                                                           |                                                           |
| Vídeo resumen oficial: Chile vs Argentina |                                        |                            |                          |                                                           |                                                           |

| 1          | Guardameta     | Claudio Bravo    |     |
| 5          | Defensa        | Francisco Silva  |     |
| 21         | Defensa        | Marcelo Díaz     |     |
| 17         | Defensa        | Gary Medel       |     |
| 4          | Centrocampista | Mauricio Isla    |     |
| 20         | Centrocampista | Charles Aránguiz |     |
| 8          | Centrocampista | Arturo Vidal     |     |
| 15         | Centrocampista | Jean Beausejour  |     |
| 10         | Centrocampista | Jorge Valdivia   | 75' |
| 7          | Delantero      | Alexis Sánchez   |     |
| 11         | Delantero      | Eduardo Vargas   | 95' |
| Entrenador | Entrenador     | Jorge Sampaoli   |     |

| 1          | Guardameta     | Sergio Romero     |     |
| 4          | Defensa        | Pablo Zabaleta    |     |
| 15         | Defensa        | Martín Demichelis |     |
| 17         | Defensa        | Nicolás Otamendi  |     |
| 16         | Defensa        | Marcos Rojo       |     |
| 6          | Centrocampista | Lucas Biglia      |     |
| 14         | Centrocampista | Javier Mascherano |     |
| 10         | Centrocampista | Lionel Messi      |     |
| 21         | Centrocampista | Javier Pastore    | 81' |
| 7          | Centrocampista | Ángel Di María    | 29' |
| 11         | Delantero      | Sergio Agüero     | 74' |
| Entrenador | Entrenador     | Gerardo Martino   |     |

| 14 | Centrocampista | Matías Fernández | 75' |
| 22 | Delantero      | Ángelo Henríquez | 95' |

| 22 | Delantero      | Ezequiel Lavezzi | 29' |
| 9  | Delantero      | Gonzalo Higuaín  | 74' |
| 19 | Centrocampista | Éver Banega      | 81' |

| Matías Fernández | Acierto de penal | 1 : 0 |                           |                 |
|                  |                  | 1 : 1 | Acierto de penal          | Lionel Messi    |
|                  |                  |       |                           |                 |
| Arturo Vidal     | Acierto de penal | 2 : 1 |                           |                 |
|                  |                  | 2 : 1 | Fallo de penal (Desviado) | Gonzalo Higuaín |
| Charles Aránguiz | Acierto de penal | 3 : 1 |                           |                 |
|                  |                  | 3 : 1 | Fallo de penal (Atajado)  | Éver Banega     |
| Alexis Sánchez   | Acierto de penal | 4 : 1 |                           |                 |

| Amonestado | 24' | Francisco Silva Gajardo |  |
| Amonestado | 34' | Marcelo Díaz            |  |
| Amonestado | 44' | Gary Medel              |  |
| Amonestado | 87' | Charles Aránguiz        |  |

| Amonestado | 55' | Marcos Rojo       |  |
| Amonestado | 56' | Javier Mascherano |  |
| Amonestado | 91' | Éver Banega       |  |

| Árbitro             | Wilmar Roldán       |
| Árbitros asistentes | Alexander Guzmán    |
| Árbitros asistentes | Cristian de la Cruz |
| Cuarto Árbitro      | José Argote         |

| 1          | Guardameta     | Claudio Bravo    |     |
| 5          | Defensa        | Francisco Silva  |     |
| 21         | Defensa        | Marcelo Díaz     |     |
| 17         | Defensa        | Gary Medel       |     |
| 4          | Centrocampista | Mauricio Isla    |     |
| 20         | Centrocampista | Charles Aránguiz |     |
| 8          | Centrocampista | Arturo Vidal     |     |
| 15         | Centrocampista | Jean Beausejour  |     |
| 10         | Centrocampista | Jorge Valdivia   | 75' |
| 7          | Delantero      | Alexis Sánchez   |     |
| 11         | Delantero      | Eduardo Vargas   | 95' |
| Entrenador | Entrenador     | Jorge Sampaoli   |     |

| 1          | Guardameta     | Sergio Romero     |     |
| 4          | Defensa        | Pablo Zabaleta    |     |
| 15         | Defensa        | Martín Demichelis |     |
| 17         | Defensa        | Nicolás Otamendi  |     |
| 16         | Defensa        | Marcos Rojo       |     |
| 6          | Centrocampista | Lucas Biglia      |     |
| 14         | Centrocampista | Javier Mascherano |     |
| 10         | Centrocampista | Lionel Messi      |     |
| 21         | Centrocampista | Javier Pastore    | 81' |
| 7          | Centrocampista | Ángel Di María    | 29' |
| 11         | Delantero      | Sergio Agüero     | 74' |
| Entrenador | Entrenador     | Gerardo Martino   |     |

| 14 | Centrocampista | Matías Fernández | 75' |
| 22 | Delantero      | Ángelo Henríquez | 95' |

| 22 | Delantero      | Ezequiel Lavezzi | 29' |
| 9  | Delantero      | Gonzalo Higuaín  | 74' |
| 19 | Centrocampista | Éver Banega      | 81' |

| Matías Fernández | Acierto de penal | 1 : 0 |                           |                 |
|                  |                  | 1 : 1 | Acierto de penal          | Lionel Messi    |
|                  |                  |       |                           |                 |
| Arturo Vidal     | Acierto de penal | 2 : 1 |                           |                 |
|                  |                  | 2 : 1 | Fallo de penal (Desviado) | Gonzalo Higuaín |
| Charles Aránguiz | Acierto de penal | 3 : 1 |                           |                 |
|                  |                  | 3 : 1 | Fallo de penal (Atajado)  | Éver Banega     |
| Alexis Sánchez   | Acierto de penal | 4 : 1 |                           |                 |

| Amonestado | 24' | Francisco Silva Gajardo |  |
| Amonestado | 34' | Marcelo Díaz            |  |
| Amonestado | 44' | Gary Medel              |  |
| Amonestado | 87' | Charles Aránguiz        |  |

| Amonestado | 55' | Marcos Rojo       |  |
| Amonestado | 56' | Javier Mascherano |  |
| Amonestado | 91' | Éver Banega       |  |

| Árbitro             | Wilmar Roldán       |
| Árbitros asistentes | Alexander Guzmán    |
| Árbitros asistentes | Cristian de la Cruz |
| Cuarto Árbitro      | José Argote         |

| Estadísticas       | Bandera de Chile | Bandera de Argentina |
| Tiros              | 16               | 6                    |
| Tiros a puerta     | 9                | 4                    |
| Faltas             | 29               | 21                   |
| Saques de esquina  | 4                | 7                    |
| Pases correctos    | 83,1%            | 79,2%                |
| Posesión del balón | 56,8%            | 43,2%                |

|                           |
| Campeón Chile 1.er título |

## Participación de jugadores
| #  | Nombre                | Posición      | PJ | Min |   | Asist | Tiros  | Faltas |   |   |
| -- | --------------------- | ------------- | -- | --- | - | ----- | ------ | ------ | - | - |
| 2  | Eugenio Mena          | Defensa       | 4  | 244 | 0 | 0     | 0      | 0-0    | 0 | 0 |
| 3  | Miiko Albornoz        | Defensa       | 2  | 132 | 0 | 0     | 0      | 0-0    | 0 | 0 |
| 4  | Mauricio Isla         | Defensa       | 6  | 570 | 1 | 0     | 0      | 0-0    | 1 | 0 |
| 5  | Francisco Silva       | Mediocampista | 1  | 120 | 0 | 0     | 0      | 0-0    | 1 | 0 |
| 6  | José Pedro Fuenzalida | Mediocampista | 0  | 0   | 0 | 0     | 0      | 0-0    | 0 | 0 |
| 7  | Alexis Sánchez        | Delantero     | 6  | 525 | 1 | 0     | 0      | 0-0    | 0 | 0 |
| 8  | Arturo Vidal          | Mediocampista | 6  | 525 | 3 | 0     | 0      | 0-0    | 1 | 0 |
| 9  | Mauricio Pinilla      | Delantero     | 2  | 24  | 0 | 0     | 1      | 0-0    | 2 | 0 |
| 10 | Jorge Valdivia        | Mediocampista | 6  | 503 | 0 | 0     | 0      | 0-0    | 0 | 0 |
| 11 | Eduardo Vargas        | Delantero     | 6  | 476 | 4 | 0     | 0      | 0-0    | 0 | 0 |
| 13 | José Rojas            | Defensa       | 1  | 90  | 0 | 0     | 0      | 0-0    | 0 | 0 |
| 14 | Matías Fernández      | Mediocampista | 4  | 132 | 0 | 0     | 0      | 0-0    | 2 | 1 |
| 15 | Jean Beausejour       | Mediocampista | 4  | 258 | 0 | 0     | 0      | 0-0    | 0 | 0 |
| 16 | David Pizarro         | Mediocampista | 3  | 76  | 0 | 0     | 0      | 0-0    | 0 | 0 |
| 17 | Gary Medel            | Defensa       | 6  | 570 | 1 | 0     | 0      | 0-0    | 1 | 0 |
| 18 | Gonzalo Jara          | Defensa       | 4  | 340 | 0 | 0     | 0      | 0-0    | 2 | 0 |
| 19 | Felipe Gutiérrez      | Mediocampista | 1  | 4   | 0 | 0     | 0      | 0-0    | 0 | 0 |
| 20 | Charles Aránguiz      | Mediocampista | 6  | 564 | 2 | 0     | 0      | 0-0    | 1 | 0 |
| 21 | Marcelo Díaz          | Mediocampista | 6  | 487 | 0 | 0     | 0      | 0-0    | 1 | 0 |
| 22 | Ángelo Henríquez      | Delantero     | 2  | 70  | 0 | 0     | 1      | 0-0    | 0 | 0 |
| #  | Nombre                | Posición      | PJ | Min |   | Prom. | Atajos | Faltas |   |   |
| 1  | Claudio Bravo         | Portero       | 6  | 570 | 0 | 0     | 0      | 0-0    | 0 | 0 |
| 12 | Paulo Garcés          | Portero       | 0  | 0   | 0 | 0     | 0      | 0-0    | 0 | 0 |
| 23 | Johnny Herrera        | Portero       | 0  | 0   | 0 | 0     | 0      | 0-0    | 0 | 0 |

## Curiosidades
- Chile nunca había ganado un título oficial, ni a nivel adulto, ni a nivel de juveniles.
- La última final de la selección chilena fue en la Copa América 1987 organizada en Argentina, donde fue vencida por su par uruguaya por 1 a 0.
- Con el sistema de disputa como partido único en la final, Argentina y Chile nunca se habían enfrentado. Pero si en un partido en donde el que vencía, se convertiría en campeón. Fue en el Campeonato Sudamericano 1955 en donde Chile fue el anfitrión. El sistema de disputa era una liguilla en donde hasta la última fecha, argentinos y chilenos llegaban con la posibilidad de coronarse. Los albicelestes vencieron por la mínima y levantaron el máximo trofeo continental.
- Chile gana por primera vez en una definición a penales en una Copa América, la única que había disputado fue en la Copa América 1999, donde perdió por 3:5 con Uruguay en semifinales.
- Por primera vez, Chile termina invicto en una edición de Copa América.
- Anteriormente, solo Uruguay (10 veces) y Brasil (2 veces) habían derrotado a Argentina en una final de Copa América.
- Es la primera final, desde 1993, que se juega con este formato, que termina sin goles y es la primera final en jugar una prórroga.
- Es la tercera final de Copa América que se define en penales, anteriormente Uruguay había derrotado por 5:3 a Brasil en 1995 y Brasil venció a Argentina por 4:2 en 2004.
- La anterior final que ganó un equipo que terminó primero de grupo y que además, era el anfitrión, fue Colombia en la Copa América 2001.